# Steueroase
Als Steueroase oder Steuerparadies (englisch tax haven, italienisch Paradiso fiscale) werden Staaten oder Gebiete bezeichnet, die keine oder besonders niedrige Steuern auf Einkommen oder Vermögen erheben. Sie sind dadurch als Wohnsitz für Personen bzw. als Standort für Unternehmen steuerlich attraktiv. Im Gegensatz zu Niedrigsteuerländern werden mit diesem politischen Schlagwort vor allem Staaten bezeichnet, denen vorgeworfen wird, Steuerflucht als aktives Geschäftsmodell zu betreiben. Amtlich wird die Bezeichnung „nicht kooperatives Steuerhoheitsgebiet“ verwendet (vgl. § 2 der Steueroasen-Abwehrverordnung).
Zum Teil sind sie gleichzeitig auch Offshore-Finanzplätze, d. h. sie gewähren ein hohes Maß an Vertraulichkeit und Geheimhaltung. Sie können dann neben legaler Steuervermeidung auch für illegale Geschäftspraktiken wie Geldwäsche und Steuerhinterziehung genutzt werden.
Nach Berechnungen der Organisation für wirtschaftliche Zusammenarbeit und Entwicklung (OECD) liegen 11,3 Billionen US-Dollar in Steueroasen. Das Tax Justice Network geht von bis zu 32 Billionen US-Dollar aus.

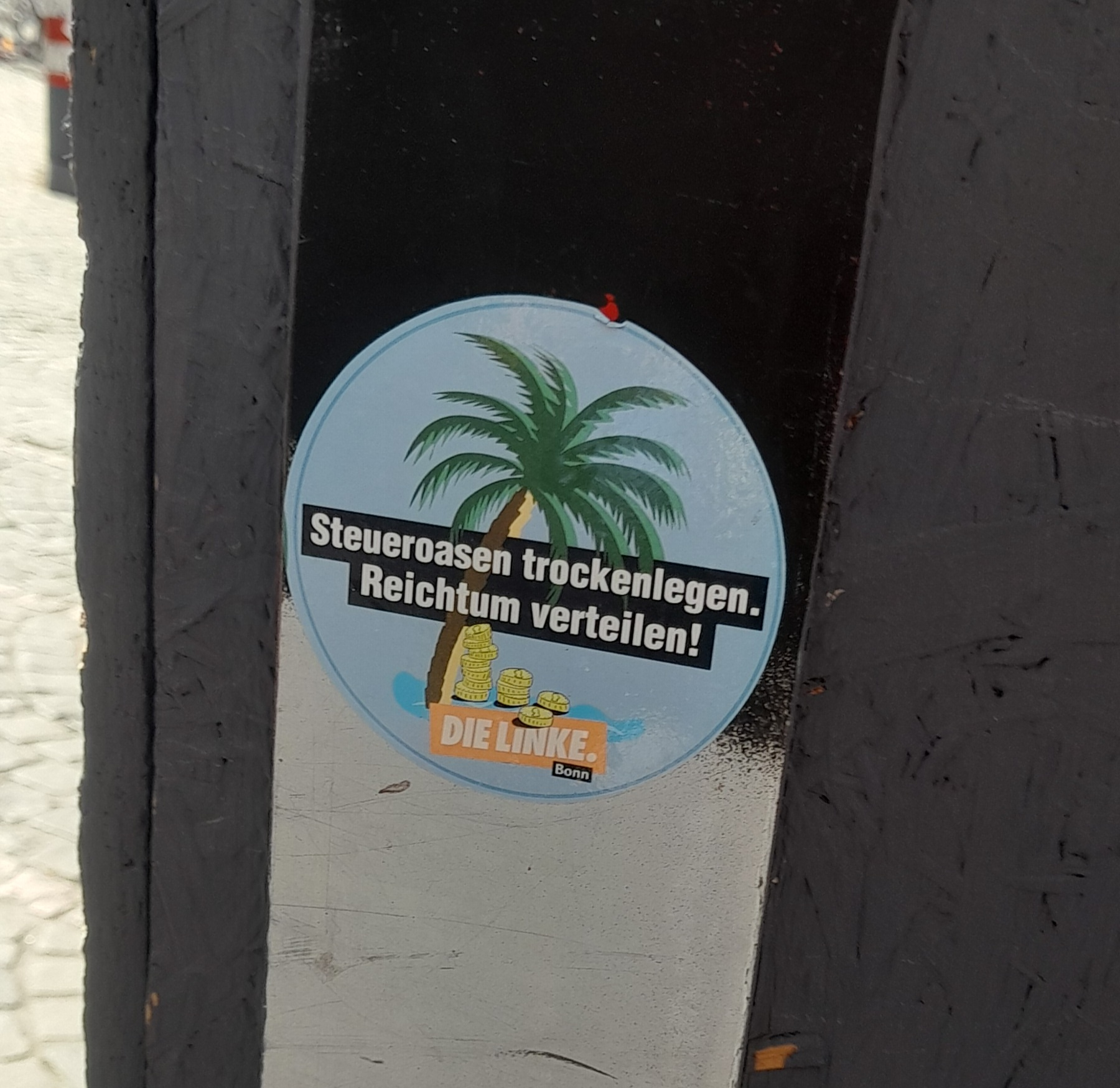
„Steueroasen trockenlegen“ fordert dieser Aufkleber der Partei Die Linke (Bonn, 2023)

## Charakteristika
Steueroasen zeichnen sich zunächst vor allem durch die sehr niedrige oder gar nicht vorhandene Steuerbelastung für Rechtspersonen aus (Niedrigsteuerland). Gründe hierfür können sein, dass die betreffenden Staaten oder Gebiete
1. einen sehr kleinen Staatshaushalt haben,
2. ausreichend hohe Einnahmen aus anderen Quellen (etwa Rohstoffe) haben und/oder
3. auf diese Weise ausländische Direktinvestitionen anlocken wollen.

Durch die Verlagerung von Vermögen, Wohnsitz oder Betriebsstätte an diese Standorte können Personen dadurch ihre Steuerlast in anderen Staaten verringern (Steuerflucht).
Wichtig für eine Steueroase sind zudem Rechtssicherheit und die politische Stabilität, durch die die Sicherheit des angelegten Kapitals gewährleistet wird, wobei Good Governance („Gute Regierungsführung“, das heißt effiziente Verwaltungsstrukturen und wenig Korruption) und niedrige Steuersätze die Wahrscheinlichkeit von zuströmendem Geld maßgeblich bestimmt. Ein Bankgeheimnis kann Bestandteil der Rechtslage sein.
Oft können in Steueroasen aufgrund liberaler Formvorschriften für Rechtsgeschäfte Kapital und Unternehmensanteile einfach und diskret verschoben werden. Steueroasen sind in den meisten Fällen kleine Länder, die im Verhältnis zu den dort stattfindenden finanziellen Transaktionen und dem vorhandenen Kapital eine geringe Wirtschaftsaktivität aufweisen und über eine wenig regulierte Wirtschaftspolitik verfügen.
In diesen Ländern gibt es – oft nur auf Überseegeschäfte spezialisierte – Rechtsdienstleister, die Firmen und Privaten systematisch helfen, ihr Vermögen nicht in ihrem Heimatland zu veranlagen oder die Herkunft zu verschleiern. Es sind Fälle bekannt, in denen solche Rechtsdienstleister (Steuerberater, Rechtsanwälte) dabei geholfen haben (z. B. durch Re-Invoicing, Wohnsitzverschleierung, Anonymisierung, Briefkastenfirmen und Vintage Companies oder auch durch Rückdatieren von Dokumenten) Steuern zu hinterziehen oder Schwarzgeld bzw. Schmiergeld zu verstecken. Gemäß internationalen Vorschlägen sollen effektive Formvorschriften zur Nachvollziehbarkeitsmachung der Transaktionen verbunden mit der Anzeigepflicht von Steuersparmodellen diese Steuerschlupflöcher schließen. In Steueroasen werden Transparenzversprechen jedoch unterlaufen, bestehende internationale Kontrollsysteme umgangen beziehungsweise sogar die Finanzdienstleister oder Banken selbst als Kontroll-, Dokumentations- oder Registerorgane eingesetzt. Bankorgane sind dann auch in vielen Fällen für Offshore-Firmen zeichnungsberechtigt, damit die Anleger anonym bleiben und nicht in allfälligen Registern namentlich genannt werden. Mangelnde nationale Umsetzung macht viele am Papier erfüllte Verträge wertlos, weil zum Beispiel Register nicht aktuell geführt werden, Daten nicht erfasst werden oder bestehende Formvorschriften nicht zwingend sind.

## Nutznießer
Es gibt viele Möglichkeiten, die eigene Steuerlast mittels Nutzung von Steueroasen zu verringern. Allen gemeinsam ist das Ziel, Einkommen, das in Hochsteuerländern erzielt wird, nicht dort versteuern zu müssen.

### Personen
Privatpersonen können durch Verlagerung ihres Wohnsitzes Steuerzahlungen entgehen, siehe Boris Becker, Michael Schumacher, Steffi Graf. Der Anteil der verlagerten Einkommen von Privatpersonen wird in den USA auf etwa zehn Prozent der gesamten verlagerten Einkommen geschätzt.

### Unternehmen
Für Unternehmen gibt es viele Wege, anfallende Gewinne zu verschieben:
- Das Unternehmen kann eine Tochterfirma für seine Auslandsgeschäfte in einer Steueroase gründen, um so Steuern auf repatriierte Gewinne zu vermeiden.
- Das Unternehmen kann Investitionen in Hochsteuerländern mit Krediten von Töchtern finanzieren, die in Niedrigsteuerländern angesiedelt sind. Es fallen so im Hochsteuerland keine (oder weniger) Gewinne an, da Zinszahlungen an die Tochter zu leisten sind.
- Leistungen, die innerhalb eines Konzerns erbracht werden, können so verbucht werden, dass Gewinne aus Hochsteuerländern abgezogen werden. Zum Beispiel kann das Verwertungsrecht an einem Patent in einer Steueroase liegen und das inländische Unternehmen zahlt dafür Lizenzgebühren an seine ausländische Tochter. Dies ist ein legaler Vorgang, solange marktübliche Preise gezahlt werden; ob das der Fall ist, ist allerdings schwer zu überprüfen, da ein Markt dafür nicht existiert.
- Waren und Dienstleistungen können zwischen Teilen desselben Konzerns gehandelt werden. Laut Netzwerk Steuergerechtigkeit würden jährlich weltweit circa zehn Billionen US-Dollar konzernintern gehandelt, was den größten Volumenanteil des Welthandels ausmache. Hier bestünde ein gigantisches Potential für Missbrauch.[9]

### Staaten
Nutznießer sind auch die betreffenden Länder, die ihre Körperschaftsteuersätze auf nahezu Null senken. Beispielsweise lag Ende der 1980er Jahre die Körperschaftsteuer in Irland bei 50 % und brachte im Verhältnis zum Nationaleinkommen weniger Einnahmen von Unternehmen als in den USA oder der EU. Heute bringt die irische Regierung weitaus mehr Körperschaftssteuern ein, obwohl ihr Steuersatz nur bei 12,5 % liegt. Dies ist jedoch nicht darauf zurückzuführen, dass niedrige Steuern die inländische Aktivität, Beschäftigung und das Wachstum gefördert haben, sondern dass die zusätzlichen Einnahmen aus den Gewinnen stammen, die multinationale Unternehmen in Irland geltend machen. Gewinne, die von Arbeitnehmern in anderen Ländern erzielt werden. Die irische Regierung erhält somit mehr Einnahmen für den Ausbau einheimischer Infrastruktur.

## Problematik von Steueroasen
Kontrovers wird bei Steueroasen gesehen, dass sie größere Staaten in einen Wettbewerb um niedrige Steuern verwickeln. Staaten versuchen ein komplexes Gemeinwesen aufrechtzuerhalten, sowie eine Infrastruktur zur Verfügung zu stellen und damit Maßnahmen zu treffen, die für ein reibungsloses Funktionieren des Wirtschaftslebens und damit der Weltwirtschaft unverzichtbar sind. Die entgangenen Steuereinnahmen der USA werden auf etwa 70 Milliarden Dollar geschätzt. Gemäß dem amerikanischen Ökonomen und Offshore-Experten James Henry beträgt die Größe des in Steueroasen gehaltenen Vermögens weltweit bis zu 32 Billionen Dollar.

### Privatpersonen
Eine Studie der globalisierungskritischen NGO Tax Justice Network von 2012 zeigt, dass weltweit vermögende Personen einen großen Teil ihres Vermögens in Steueroasen unterbringen. Eine konservative Schätzung geht demnach davon aus, dass 21 Billionen Dollar in Steueroasen untergebracht sind, 9,8 Billionen allein von den weltweit Top 100.000 Vermögenden. In der Folge führe dies gegenüber der zur Besteuerung herangezogene Vermögen zu einer massiven Unterbewertung der Vermögenswerte in den jeweiligen Ländern, Die NGO Tax Justice Network schätzt die durch Offshore-Finanzplätze entgangenen Steuereinnahmen von Privatpersonen auf weltweit etwa 255 Milliarden Dollar pro Jahr.
In einer Veröffentlichung des Internationalen Währungsfonds fasste Nicholas Shaxson verschiedene Untersuchungen zusammen. So bewahren je nach Schätzung Einzelpersonen in Steueroasen 8,7 Billionen bis 36 Billionen US-Dollar auf. Die weltweiten Einkommensteuerverluste belaufen sich auf rund 200 Milliarden US-Dollar pro Jahr.

### Unternehmen
Laut Analysen sollen 90 Prozent der 200 größten Unternehmen Ableger in Steueroasen halten. Laut weiteren Schätzungen liegen rund acht Prozent des weltweiten Vermögens, rund 5,9 Billionen Euro, in Steueroasen, wobei davon 3/4 nicht versteuert sein sollen. Steueroasen kosten Regierungen weltweit je nach Schätzung insgesamt zwischen 500 und 600 Milliarden US-Dollar pro Jahr an verlorenen Körperschaftsteuereinnahmen.

### Volkswirtschaftliche Folgen
Da die Hauptnutzer von Steueroasen große Finanzinstitute und andere multinationale Unternehmen sind, stellt das System die Wettbewerbsbedingungen für kleine und mittlere Unternehmen in Frage und fördert die Monopolisierung.
Kritiker führen an, dass dadurch ein unfairer Steuerwettbewerb ausgelöst würde. Der Vorstand der österreichischen Finanzmarktaufsicht Helmut Ettl kritisiert zudem die Lobbyarbeit gegen Maßnahmen zur Bekämpfung von Steueroasen bzw. Geldwäsche.

#### Kosten der Steuervermeidung
Durch die Steuervermeidung deutscher Unternehmen entgehen dem Fiskus nach Berechnungen des Ifo-Instituts jedes Jahr Milliardensummen. Die Frankfurter Allgemeine Zeitung hatte unter Berufung auf die Zahlen berichtet, allein die 333 größten deutschen multinationalen Unternehmen verursachten durch Steuertricks einen jährlichen Schaden von 1,6 Milliarden Euro. Beziehe man zusätzlich kleinere Firmen mit Auslandsgeschäft sowie deutsche Tochtergesellschaften ausländischer multinationaler Unternehmen ein, ergebe sich demnach ein Steuerverlust von 5,7 Milliarden Euro pro Jahr. Allerdings bedeuten Gewinne in Steueroasen den Ökonomen zufolge nicht automatisch auch Steuervermeidung. Vielmehr ließen sich 62 Prozent der Gewinne in Steueroasen auf realwirtschaftliche Aktivitäten zurückführen. 38 Prozent seien das Resultat von Gewinnverlagerung zur Vermeidung von Steuern.

## Initiativen

### Staatliche Initiativen gegen Steueroasen
Als Reaktion auf die Steuerproblematik startete die OECD im Jahr 1998 die sogenannte Harmful Tax Competition Initiative. Es wurden insgesamt 41 Länder identifiziert, deren Steuergesetzgebung nicht konform mit einem fairen Wettbewerb war. Probleme gab es beim Start der Initiative, weil die OECD-Mitglieder Schweiz, Österreich, Belgien und Luxemburg ihr Bankgeheimnis gefährdet sahen. Nachdem die Forderungen etwas gelockert worden waren, konnten allerdings die meisten identifizierten Länder zum Einlenken bewegt werden: Seit Mai 2009 befindet sich kein Land mehr auf der OECD-List of Uncooperative Tax Havens.
Regulierungserfolge im Bereich des Steuerwettbewerbs wurden auch durch bilaterale Verträge erreicht. Zum Beispiel wurden manche Länder gezwungen, ihre Ungleichbehandlung von In- und Ausländern aufzugeben (Inländer mussten höhere Steuern entrichten als Ausländer) was aber in einigen Fällen nicht zu höheren Steuern für Ausländer führte, sondern Inländern niedrigere Steuersätze bescherte.
Im Jahr 2005 wurde die Europäische Richtlinie zur Zinsbesteuerung verabschiedet. Die blockierenden Länder waren wiederum die Schweiz, Luxemburg, Belgien und Österreich, die durchsetzten, dass statt des Austausches von Informationen (Meldeverfahren) alternativ auch eine Quellensteuer auf Kapitalerträge abgeführt werden konnte. Da die Definition von „Kapitalerträgen“ sehr eng gefasst war, war die abgeführte Quellensteuer der betreffenden Länder sehr gering (210 Millionen Euro bis 2007).
Die deutsche Bundesregierung hat mit dem Strafbefreiungserklärungsgesetz den Versuch unternommen, Steuerflüchtlinge dazu zu motivieren, nach Deutschland zurückzukehren, und ihnen Straffreiheit zugesichert.
Im Oktober 2008 kündigten die französische und die deutsche Regierung in Paris an, die Maßnahmen zur Austrocknung von Steueroasen zu verschärfen. Die OECD-List of Uncooperative Tax Havens mit Andorra, Liechtenstein und Monaco sollte um weitere Länder, unter anderem die Schweiz, ergänzt werden. Im März 2009 lenkten die Steueroasen Liechtenstein und Andorra ein. So will Liechtenstein sein striktes Bankgeheimnis teilweise aufheben und die OECD-Standards für Transparenz und Informationsaustausch in Steuerfragen akzeptieren. Am 13. März 2009 sagten auch Österreich, die Schweiz und Luxemburg eine Lockerung des Bankgeheimnisses zu.
Monaco bekundete am 15. März 2009 seine Bereitschaft, die Zusammenarbeit im Bereich der Steuerhinterziehung gemäß den internationalen Kriterien zu verbessern. Das betreffe vor allem die Regeln der internationalen Wirtschaftsorganisation OECD für den Austausch von Informationen.
2013 erlangte das Thema Steueroasen u. a. im Zuge von Offshore-Leaks weltweite Aufmerksamkeit. Viele Steueroasen sind britische Überseegebiete oder Kronbesitzungen. Der britische Premierminister David Cameron forderte im Mai 2013 die britischen Überseegebiete und Kronbesitzungen (Bermudas, Britische Jungferninseln, Kaimaninseln, Gibraltar, Montserrat, Turks-Inseln, Caicos-Inseln sowie die Kronbesitzungen Jersey, Guernsey und Isle of Man) brieflich zu einer stärkeren Zusammenarbeit mit der Regierung und den Ermittlungsbehörden auf. Er unterstrich in einem Brief an die Führungen der Gebiete zwar deren Recht, niedrige Steuersätze festzulegen; die Regeln müssten jedoch fair festgelegt und durchgesetzt werden. Es gehe um zwei entscheidende Fragen: den Austausch von Steuerdaten und die Benennung der wirtschaftlichen Eigentümer der Firmen.
Der G8-Gipfel am Lough Erne 2013 im Juni 2013 wurde turnusgemäß vom britischen Premierminister geleitet und sollte sich vorrangig noch einmal mit dem Thema „Steueroasen“ beschäftigen.
Im Februar 2016 legte die EU-Kommission einen Plan zu einer gemeinsamen Schwarzen Liste vor, in der die bisher von 13 EU-Staaten auf getrennten Listen getrennt geführten Steueroasen zusammengefasst werden sollen. Man erhofft sich davon eine bessere Bekämpfung der Steuerflucht.
Die USA machen international Druck, Steueroasen trockenzulegen. Aber national lassen sie dem Steuerwettbewerb zwischen ihren Bundesstaaten freien Lauf. Neben Hochsteuerstaaten wie New York profilieren sich vor allem bevölkerungsarme Staaten wie Nevada, South Dakota, Wyoming oder Delaware mit großzügigem Schutz für Briefkastenfirmen.
Seit 2016 gibt es im Europäischen Parlament als Folge der Panama-Papers einen Ausschuss zur Untersuchung von Geldwäsche, Steuervermeidung und Steuerhinterziehung in Verbindung mit Steueroasen. Zur Bekämpfung von Steuerhinterziehung, Steuervermeidung, Geldwäsche, Offshore-Geschäften und Korruption werden demnach effektive Instrumente (Offenkundigkeit, transparente geprüfte Register, Vertragssicherheit, Formvorschriften etc.) und härtere Sanktionen gefordert.
Am 5. Dezember 2017 beschlossen die EU-Finanzminister eine schwarze Liste mit Steueroasen, auf der folgende 17 Länder und Gebiete zu finden waren: Bahrain, Barbados, Grenada, Guam, Macau, die Marshallinseln, die Mongolei, Namibia, Palau, Panama, Samoa, Amerikanisch-Samoa, St. Lucia, Südkorea, Trinidad und Tobago, Tunesien, die Vereinigten Arabischen Emirate. Gut 45 weitere Staaten, die signalisierten, ihre Steuerpraktiken zu verändern, kamen auf eine graue Liste. Im Januar 2018 wurden acht Länder (Barbados, Grenada, Südkorea, Macau, die Mongolei, Panama, Tunesien und die Vereinigten Arabischen Emirate) aufgrund von Zugeständnissen vorläufig von der schwarzen Liste gestrichen und auf die graue Liste gesetzt, um die Umsetzung der Zusagen zu beobachten. Am 13. März 2018 wurde die Liste erneut verändert. Bahrain, die Marshallinseln und St. Lucia wurden von der Liste gestrichen, die Bahamas, St. Kitts und Nevis und die Amerikanischen Jungferninseln hinzugefügt. Auf der Schwarze Liste der EU stehen also nun: Amerikanisch-Samoa, Guam, Namibia, Palau, Samoa, Trinidad und Tobago, die Bahamas, St. Kitts und Nevis sowie die Amerikanischen Jungferninseln.

### Nichtstaatliche Initiativen
Globalisierungskritische Organisationen wie attac, Oxfam und das Tax Justice Network fordern seit langem die „Schließung“ von Steueroasen, also international verbindliche Absprachen unter Staaten, dass nirgends Reiche steuerfrei leben können – z. B. Appel de Genève, von 1996.

### Leaks
In den sogenannten Offshore-Leaks berichteten im April 2013 weltweit Medien von einem Datensatz mit 130.000 Namen von Personen, die ihr Vermögen in Steueroasen angelegt haben sollen.
Im November 2014 gelangten im Rahmen der sogenannten Luxemburg-Leaks 28.000 Seiten bisher geheimer Steuerdokumente an die Öffentlichkeit. Die Dokumente belegen, wie internationale Unternehmen ihre Steuerflucht über Luxemburg organisieren.
Im April 2016 gelangte mit den sogenannten Panama Papers, einem 2,6 Terabyte großen Datensatz von 11,5 Millionen Dateien der panamaischen Anwaltskanzlei Mossack Fonseca, der bislang größte Leak zu insgesamt rund 215.000 Briefkastenfirmen in diversen Steueroasen an die Öffentlichkeit.

## Steueroasen
Da der Status einer Steueroase nicht eindeutig definiert ist, ist ein Konsens über eine Aufzählung von Steueroasen nicht möglich. Die in diesem Artikel aufgeführten Listen enthalten deshalb Länder, die je nach Sichtweise nicht hineingehören, oder es fehlen Länder bzw. Regionen.
Bei Steueroasen handelt es sich oft um ehemalige britische Kolonien, um aktuelle Überseegebiete Großbritanniens, aber auch um Länder wie Panama oder Liechtenstein.
Die Steueroase Hongkong, als ehemalige britische Kolonie und mit jetzigem direkten Zugang zu auch chinesischen Kapital, gilt als Verbindungselement zu Steueroasen in Mittelamerika. Auch Länder, die aufgrund ihrer Rohstoffexporte hohe Einnahmen erzielen (beispielsweise Bahrain), erheben oft keine oder sehr niedrige Steuern. Typisch für Steueroasen ist eine hohe Anzahl von Briefkastenfirmen. Großbritannien mit der City of London und der Insel Jersey und die USA mit vor allem dem Bundesstaat Delaware gelten mit ihren anonymen Mantelgesellschaften, stiftungsähnlichen Anlageformen, Formfreiheit der Verträge und mangelnder internationaler Kooperation als weltweiter Türöffner für Steueroasen und Offshore-Geschäfte. Zunehmend wird auch im arabischen Raum Geld gewaschen. In Asien gelten als Steueroasen neben Hongkong vor allem Singapur und zunehmend Bali mit seinen Tourismusinvestments.

### Schwarze Liste der Steueroasen der EU
Im Dezember 2017 veröffentlichte die EU als Reaktion auf die Panama Papers eine Schwarze Liste mit 17 Staaten, die nach ihrer Ansicht nicht genug unternehmen, um Steuerflucht zu bekämpfen. Im Vorfeld fanden mit zahlreichen Staaten Verhandlungen statt, um diese zur Einhaltung von Transparenzrichtlinien und zum Datenaustausch zu bewegen. Staaten, die Kooperation signalisiert haben, wurden nicht auf die Liste gesetzt. Widerstand kam vor allem vom Vereinigten Königreich, da zahlreiche britische Territorien als Steueroasen bekannt sind. Neben der Schwarzen Liste veröffentlichte die EU auch eine Graue Liste mit 46 Staaten. Die Listen sollen jährlich überprüft werden. Kritiker bemängeln, dass EU-interne Steueroasen wie die portugiesische Atlantikinsel Madeira oder Malta nicht berücksichtigt wurden. Bereits ein halbes Jahr später hat die EU zahlreiche Staaten wieder gestrichen, nachdem diese angekündigt haben, ihre Steuergesetze zu überarbeiten. Drei Staaten wurden neu hinzugefügt, von denen aber zwei nur zwei Monate später wieder gestrichen wurden. Innerhalb Europas rangieren beim Schattenfinanzindex die Schweiz, Luxemburg und Deutschland in der Spitzengruppe. Die Bankenkrise in der Republik Zypern, die im März 2013 eskalierte, hat weltweit Risiken von Steueroasen bewusst gemacht.
| Staat                        | Bemerkung                                   |
| ---------------------------- | ------------------------------------------- |
| Amerikanisch-Samoa           |                                             |
| Amerikanische Jungferninseln | hinzugefügt, März 2018                      |
| Bahamas                      | hinzugefügt, März 2018 gestrichen, Mai 2018 |
| Bahrain                      | gestrichen, März 2018                       |
| Barbados                     | gestrichen                                  |
| Cayman Islands               | hinzugefügt Februar 2020                    |
| Fidschi                      | hinzugefügt Februar 2020                    |
| Grenada                      | gestrichen                                  |
| Guam                         |                                             |
| Macau                        | gestrichen                                  |
| Marshallinseln               | gestrichen, März 2018                       |
| Mongolei                     | gestrichen                                  |
| Namibia                      | gestrichen, November 2018                   |
| Oman                         | hinzugefügt Februar 2020                    |
| Palau                        |                                             |
| Panama                       |                                             |
| Samoa                        |                                             |
| Seychellen                   | hinzugefügt Februar 2020                    |
| St. Lucia                    | gestrichen, März 2018                       |
| St. Kitts und Nevis          | hinzugefügt, März 2018 gestrichen, Mai 2018 |
| Südkorea                     | gestrichen                                  |
| Trinidad und Tobago          |                                             |
| Tunesien                     | gestrichen                                  |
| Vanuatu                      | [ 50 ]                                      |
| Vereinigte Arabische Emirate | gestrichen                                  |

Europäische Banken machen einen signifikanten Teil ihrer Gewinne in Steueroasen. Das fand die Europäische Beobachtungsstelle zur Steuerpolitik bei einer Untersuchung von 36 großen Finanzinstituten im Jahr 2021 heraus. Zu den größten Profiteuren zählen demnach die HSBC und die Deutsche Bank. Demnach verbuchten die Geldhäuser im Schnitt 20 Milliarden Euro Gewinn pro Jahr in Steueroasen. Das entspreche rund 14 Prozent ihrer gesamten Gewinne vor Steuern. Die Studie klassifiziert 17 Gebiete wie die Bahamas, aber auch EU-Länder wie Irland, Malta oder Luxemburg wegen ihrer niedrigen Steuersätze als Oasen. Insgesamt seien die Aktivitäten der Banken in Steueroasen zwischen 2014 und 2020 konstant geblieben. Die Deutsche Bank war bei den Spitzenreitern dabei und verbuchte im Schnitt 27 Prozent ihres Gewinns in Steueroasen wie zum Beispiel Luxemburg – obwohl dort nur ein sehr kleiner Teil der Mitarbeiter tätig ist. Bei einem Mindeststeuersatz von 15 Prozent müssten die untersuchten Banken aus elf Ländern laut der Studie beispielsweise drei bis fünf Milliarden Euro mehr Steuern zahlen. Auf solch eine globale Mindeststeuer für große Unternehmen hatten sich die G20-Länder im Juli 2021 prinzipiell geeinigt.

### Schwarze Liste von Oxfam
Die Nichtregierungsorganisation Oxfam listete 2017 insgesamt 39 Staaten auf, die nach ihrer Ansicht als identifizierte Steueroasen auf der Schwarzen Liste der EU stehen sollten. Darunter befinden sich auch vier EU-Mitglieder.
- Albanien
- Amerikanische Jungferninseln
- Anguilla
- Antigua und Barbuda
- Aruba
- Bahamas
- Bahrain
- Bermuda
- Bosnien und Herzegowina
- Britische Jungferninseln
- Cookinseln
- Curaçao
- Nordmazedonien
- Färöer
- Gibraltar
- Grönland
- Guam
- Hongkong
- Irland (EU)
- Jersey
- Cayman Islands
- Luxemburg (EU)
- Malta (EU)
- Marshallinseln
- Mauritius
- Montenegro
- Nauru
- Kanada (Neuschottland)
- Niederlande (EU)
- Niue
- Oman
- Palau
- Schweiz
- Serbien
- Singapur
- Taiwan
- Trinidad und Tobago
- Vanuatu
- Vereinigte Arabische Emirate

### Schattenfinanzindex
Schattenfinanzindex (Financial Secrecy Index, FSI) des Tax Justice Network:
| Rang | 2021                         | 2020                         |
| ---- | ---------------------------- | ---------------------------- |
| 1    | Britische Jungferninseln     | Cayman Islands               |
| 2    | Cayman Islands               | Vereinigte Staaten           |
| 3    | Bermuda                      | Schweiz                      |
| 4    | Niederlande                  | Hongkong                     |
| 5    | Schweiz                      | Singapur                     |
| 6    | Luxemburg                    | Luxemburg                    |
| 7    | Hongkong                     | Japan                        |
| 8    | Jersey                       | Niederlande                  |
| 9    | Singapur                     | Britische Jungferninseln     |
| 10   | Vereinigte Arabische Emirate | Vereinigte Arabische Emirate |

## Großbritannien
Viele der als Steueroasen geltenden Länder gehören zum Commonwealth; viele von ihnen waren früher britische Kolonien. Die Finanzwirtschaft hat in Großbritannien deutlich mehr Gewicht als in anderen Industrieländern. Sie ist seit etwa 1990 stark gewachsen.
In der Irischen See und im Ärmelkanal liegen die drei als crown dependencies bezeichneten Inseln Isle of Man, Jersey und Guernsey (inklusive der kleinen Insel Sark). Dazu kommen 14 Britische Überseegebiete. Großbritannien wurde 1973 Mitglied der EU, sorgte aber über den Beitrittsvertrag dafür, dass beispielsweise seine Inseln Jersey und Guernsey einen Sonderstatus erhielten. Dadurch wurde gewährleistet, dass diese zwar militärisch und außenpolitisch von Großbritannien vertreten werden, im Güterverkehr der EU angeschlossen werden, bei Dienstleistungen aber als Offshore-Gebiete gelten und nicht zur EU gehören. Dadurch konnten diese Inseln Aufsichts- und Regelwerke in Kraft setzen, die nach den Maßstäben der EU unzulänglich waren.
Deutsche Staatsbürger haben einem Bericht der Süddeutschen Zeitung zufolge im Jahr 2018 auf Konten insgesamt 180,8 Milliarden Euro geparkt. Das gehe aus einer Antwort des Bundesfinanzministeriums auf eine Anfrage der Linksfraktion hervor, berichtete der Spiegel im Juni 2020.
Allein auf den Britischen Jungferninseln sind eine halbe Million Firmen registriert – bei einer Einwohnerzahl von 28.000. Mit Deutschland bestehen seit 2010/11 allerdings Abkommen über einen Informationsaustausch bei Steuer- und Steuerstrafsachen sowie über die Besteuerung von Zinserträgen.
Im Mai 2013 forderte der britische Premierminister David Cameron die britischen Überseegebiete und Kronbesitzungen zu stärkerer Zusammenarbeit mit der Regierung und Ermittlungsbehörden auf. Er verlangte vor allem mehr Transparenz bei den Steuerdaten und den Besitzverhältnissen von Firmen. Die „Trockenlegung der Steueroasen“ bezeichnete er als Hauptziel des G8-Gipfels im Juni 2013.

## Deutschland
Laut dem Schwarzbuch Markenfirmen sei Deutschland im Vergleich zu anderen Staaten mit Stand vom Jahr 2012 eine „Steueroase für multinationale Konzerne“. Wegen der niedrigen vermögensbezogenen Besteuerung wurde Deutschland 2013 als „Reichenparadies“ bezeichnet.
Weltweit belegte Deutschland 2018 Platz 7 beim Schattenfinanzindex des Netzwerks Steuergerechtigkeit und wurde ein „sicherer Hafen für Schwarzgeld“ genannt.
Deutschland wurde 2019 auf Platz 2 als eines von zehn europäischen Steuerparadiesen aufgeführt, vor Irland und Jersey. So seien ausländische Investoren von der Zinsbesteuerung befreit. Ausländische Einkünfte sind steuerfrei, unabhängig davon, ob es sich um Dividenden ausländischer Tochterunternehmen oder um Einkünfte aus ausländischen Niederlassungen handelt. Unternehmen profitieren vom deutschen Steuerumfeld, da nur 5 % der Dividenden und Kapitalgewinne mit Steuern belegt sind.
Laut Daten des Bundesfinanzministeriums aus den Jahren 2018 und 2019 haben Bürger aus Deutschland insgesamt mindestens 222 Milliarden Euro auf Konten in Steueroasen außerhalb der Europäischen Union. So lagen in der britischen Kanalinsel Guernsey im Jahr 2019 etwa 11,9 Milliarden Euro von Bundesbürgern. Fast dieselbe Summe fand sich in Liechtenstein. Auf den karibischen Cayman Islands seien es an die 8,5 Milliarden Euro. Aus Singapur wurden 4,3 Milliarden Euro gemeldet. Für das Jahr 2018 sind etwas mehr als 133 Milliarden Euro gemeldet, die deutsche Steuerzahler bei Schweizer Banken geparkt hatten.
Medien berichteten im Januar 2022, dass sich Unternehmen jahrelang nahezu unbehelligt in Kommunen mit niedrigen Gewerbesteuersätzen niederlassen konnten. Bund und Länder würden nun die fragwürdige Praxis überprüfen. Als Beispiel wurde ein Dienstleister in der Kleinstadt Grünwald bei München genannt, der an Unternehmen Firmensitze vermittle, denn dort müssten Unternehmen auf ihre Gewinne nicht einmal halb so viele Gewerbesteuern zahlen wie 500 Meter weiter in München. Allein unter den Adressen des Grünwalder Dienstleisters hätten sich mehr als 300 Unternehmen angesiedelt. Nach Informationen von NDR, WDR und Süddeutscher Zeitung hätten die verantwortlichen Steuerexperten von Bund und Ländern in einer vertraulichen Sitzung beschlossen, in den Bundesländern nach Fällen zu suchen. Mit dem Betreff „Gewerbesteueroasen – Briefkastenfirmen“ würden Finanzämter beispielsweise in Bayern aufgefordert, Fälle zu melden. Ähnliche Abfragen seien im Herbst 2021 auch in hessischen Finanzämtern vorgenommen worden.
Als Gewerbesteueroasen benennt die Süddeutsche Zeitung, in absteigender Reihenfolge der Höhe der Einnahmen:  Ingelheim am Rhein, Monheim am Rhein, Eschborn, Gräfelfing, Walldorf, Grünwald, Schönefeld, Biberach an der Riß, Zossen und Lützen, mit Gewerbesteuersätzen von 7,0 bis 11,55 Prozent.

## USA
In den USA ist das Recht zur Registrierung von Unternehmen auf Ebene der Bundesstaaten geregelt. In zahlreichen US-Bundesstaaten ist es möglich, Unternehmen zu gründen, ohne Eigentümer oder Geschäftsführer zu benennen. Bekannte „Briefkasten-Bundesstaaten“ sind Delaware, Nevada und Wyoming. Die Regierung Obama versuchte vergeblich, Reformen zur Änderung der bestehenden Situation durch den US-Kongress zu bringen.

## Niederlande
2005 schaffte der Finanzstaatssekretär und spätere Wirtschaftsminister Joop Wijn mehrere Hürden ab, die Missbrauch verhindern sollten. Der Direktor für internationale Steuerangelegenheiten im niederländischen Finanzministerium warnte intern, dies werde „amerikanischen Konzernen einen enormen unzulässigen Wettbewerbsvorteil verschaffen“. Im Jahr 2015 hatten laut einem Report des Institute on Taxation and Economic Policy mehr als die Hälfte der 500 größten amerikanischen Unternehmen mindestens eine in den Niederlanden registrierte Tochterfirma; in keiner anderen Steueroase waren es mehr. Die niederländische Regierung hat der EU-Kommission zugesagt, das Steuerschlupfloch zu schließen; dies wird (Stand Oktober 2017) allerdings erst im Jahr 2020 geschehen. Der Nutzen für die Niederlande ist gering.

## Italien
Das von MoVimento 5 Stelle und Lega Nord gebildete Kabinett Conte hat im Frühjahr 2019 ein Wachstumsdekret verabschiedet und damit die von der Vorgängerregierung (Kabinett Gentiloni) eingeführten Steuervergünstigungen für Spitzenverdiener noch ausgeweitet. Davon profitieren Italiener, die ihren Wohnsitz nach Italien zurückverlegen, und Ausländer, die ihren Steuersitz nach Italien verlagern.

## Weitere Steueroasen innerhalb der EU
Neben den Niederlanden gelten Belgien, Irland, Luxemburg, Malta, Ungarn und Zypern als weitere Staaten mit aggressiven Steuerpraktiken in Bezug auf die Unternehmensbesteuerung. Im März 2018 wurden diese sieben EU-Mitgliedsstaaten von der Europäischen Kommission „zurechtgewiesen“. Die Steuerpraktiken untergraben die Gerechtigkeit und gleiche Wettbewerbsbedingungen auf dem europäischen Binnenmarkt, erklärte Wirtschaftskommissar Pierre Moscovici.